# Slipknot (음반)
| 전문가 평가                      | 전문가 평가 |
| 평가 점수                        | 평가 점수   |
| 출처                             | 점수        |
| -------------------------------- | ----------- |
| AllMusic                         | [ 4 ]       |
| Alternative Press                | [ 5 ]       |
| Chronicles of Chaos              | 8/10        |
| Classic Rock                     | 7/10        |
| Collector's Guide to Heavy Metal | 7/10        |
| Kerrang!                         | [ 9 ]       |
| Q                                | [ 10 ]      |
| The Rolling Stone Album Guide    | [ 11 ]      |
| Sputnikmusic                     | 4/5         |

《Slipknot》은 미국의 헤비 메탈 밴드 슬립낫의 데뷔 스튜디오 음반이다. 1998년에 발매되었던 몇 곡이 포함된 데모에 따라 1999년 6월 29일, 로드러너 레코드에서 발매되었다. 이후 1999년 12월에 소송의 결과로 약간 변경된 트랙 목록과 마스터링으로 재발매되었다. 이 음반은 밴드의 음악적 방향을 바꾸기보다는 슬립낫의 사운드를 다듬고자 했던 로스 로빈슨이 프로듀싱한 첫 번째 음반이다. 이 음반은 1998년 말 밴드가 잠시 휴식을 취하던 중 녹음이 끝날 무렵 탈퇴한 오리지널 기타리스트 조시 브레이너드가 피처링한 유일한 음반이다. 이 시점에서 두 트랙을 녹음한 짐 루트는 다음 음반 《Iowa》를 시작으로 후속 음반에 풀타임으로 참여했다.
이 음반은 여러 장르에 걸쳐 있지만 일반적으로 광범위한 퍼커션과 전반적인 헤비 사운드로 유명하다. 팬과 비평가 모두에게 호평을 받았으며 슬립낫의 인기를 크게 높이는 데 기여했다. 이 음반은 빌보드 200에서 51위로 정점을 찍었고, 미국에서 더블 플래티넘 인증을 받아 밴드 베스트셀러 음반이 되었다. 2011년에는 《메탈 해머》 매거진 독자들로부터 지난 25년간 최고의 데뷔 음반으로 선정되기도 했다.

## 녹음 및 제작
1997년, 밴드의 데모 발매 이후 《Mate. Feed. Kill. Repeat.》의 멤버들은 새로운 자료를 계속 작곡하고 새로운 보컬리스트 코리 테일러와 함께 지역 스튜디오인 SR 오디오에서 작업했다. 밴드는 후속 작업을 시작했지만 사전 제작 이상의 작업을 진행하지 못했다. 이 시기에 작곡 및 녹음된 곡으로는 〈Slipknot〉, 〈Gently〉, 〈Do Nothing/Bitchslap〉, 〈Tattered and Torn〉, 〈Heartache and a Pair of Scissors〉, 〈Me Inside〉, 〈Coleslaw〉, 〈Carve〉, 〈Windows〉, 〈May 17〉 등이 있다. 1998년, 슬립낫은 에픽 레코드와 할리우드 레코드를 포함한 음반사로부터 점점 더 많은 관심을 받고 있었다.
1998년 9월 29일, 슬립낫은 아이오와주 디모인을 떠나 캘리포니아주 말리부에 있는 인디고 랜치 스튜디오로 이사하여 오랜 기다림 끝에 음반을 녹음하기를 간절히 원했다. 그 기간 동안 멤버들은 마이크 패튼이 이끄는 아방가르드 메탈 슈퍼그룹 판토마스의 공연에 참석했는데, 그는 이미 미스터 벙글, 페이스 노 모어와의 작업에서 존경을 받았다. 이후 판토마스는 슬립낫의 새 음악에 큰 영향을 미쳤다. 새로운 데모를 녹음한 후 슬립낫은 잠재적인 레이블과 프로듀서들에게 이 음반을 발매했고, 〈Spit It Out〉이라는 트랙이 주요 관심사였으며 매니저 소피아 존의 도움으로 로스 로빈슨에게 시조 데모 사본을 공급할 수 있었다. 밴드는 그가 데뷔 음반 작업에 함께 참여하기를 원했고, 로빈슨은 밴드와 만난 후 자신의 레이블인 아이엠에 계약했지만 나중에 로드러너 레코드에 계약하는 데 도움을 주었다.

## 곡 목록
모든 곡들은 특별한 언급이 없는 한 숀 크레이언, 크리스 펜, 폴 그레이, 크레이그 존스, 조이 조디슨, 코리 테일러, 믹 톰슨 그리고 시드 윌슨에 의해 작사/작곡하였다.
| #   | 제목                   | 작사·작곡                              | 재생 시간 |
| --- | ---------------------- | -------------------------------------- | --------- |
| 1.  | 〈742617000027〉       |                                        | 0:36      |
| 2.  | 〈(sic)〉              |                                        | 3:20      |
| 3.  | 〈Eyeless〉            |                                        | 3:56      |
| 4.  | 〈Wait and Bleed〉     | 테일러, 조디슨                         | 2:27      |
| 5.  | 〈Surfacing〉          | 테일러, 조디슨, 그레이, 톰슨           | 3:38      |
| 6.  | 〈Spit It Out〉        | 테일러, 조디슨, 그레이, 톰슨, 크레이언 | 2:39      |
| 7.  | 〈Tattered & Torn〉    | 크레이언                               | 2:54      |
| 8.  | 〈Frail Limb Nursery〉 |                                        | 0:45      |
| 9.  | 〈Purity〉             |                                        | 4:14      |
| 10. | 〈Liberate〉           |                                        | 3:06      |
| 11. | 〈Prosthetics〉        |                                        | 4:58      |
| 12. | 〈No Life〉            |                                        | 2:47      |
| 13. | 〈Diluted〉            | 테일러, 그레이, 조디슨, 크레이언, 존스 | 3:23      |
| 14. | 〈Only One〉           | 테일러, 그레이, 조디슨, 크레이언       | 2:26      |
| 15. | 〈Scissors〉           |                                        | 19:15     |
| 16. | 〈Eeyore〉             | 테일러, 그레이, 조디슨, 크레이언       | 2:48      |

## 인증
| 국가                                                                                         | 인증        | 판매량/출하량 |
| -------------------------------------------------------------------------------------------- | ----------- | ------------- |
| 오스트레일리아 (ARIA)                                                                        | 플래티넘    | 70,000^       |
| 캐나다 (뮤직 캐나다)                                                                         | 2× 플래티넘 | 200,000       |
| 일본 (RIAJ)                                                                                  | 골드        | 100,000^      |
| 네덜란드 (NVPI)                                                                              | 골드        | 50,000^       |
| 노르웨이 (IFPI 노르웨이)                                                                     | 골드        | 10,000*       |
| 폴란드 (ZPAV)                                                                                | 골드        | 10,000        |
| 영국 (BPI)                                                                                   | 플래티넘    | 300,000^      |
| 미국 (RIAA)                                                                                  | 2× 플래티넘 | 2,000,000^    |
| *판매량을 기반으로 한 인증 · ^출하량을 기반으로 한 인증 · 판매량+스트리밍을 기반으로 한 인증 |             |               |